# Маттава (река)
Маттава (англ. Mattawa River) — река на севере центральной части канадской провинции Онтарио. Правый приток реки Оттава.

## География
Берёт начало в озере Траут на высоте 198,5 метра над уровнем моря и течёт на восток по древней линии депрессии до впадения в реку Оттава на высоте 148 метров над уровнем моря возле Маттавы. Длина — 54 км, площадь водосборного бассейна — 1170 км². Река теряет примерно метр на каждом километре пути.
Бассейн реки расположен на Канадском Щите, покрыт лесом. Его площадь составляет 117 тыс. гектаров, растительность и животный мир типичны как для северных лесов, так и для лесов Великих озёр и реки Святого Лаврентия. Большие млекопитающие представлены медведями гризли, американскими лосями и волками. Зимой холодно (−10 °C в январе), а летом тепло (средняя дневная температура 22,5 °C). Река течёт вдоль воображаемой линии, проведенной между городами Норт-Бей (52 тысячи жителей) и городком Маттава (примерно 2700 жителей). Эта условная линия разделяет Северное и Южное Онтарио. На берегах реки созданы два провинциальных парка: провинциальный парк реки Маттава (Mattawa River Waterway Provincial Park) расположен по обеим сторонам реки практически на всём её протяжении, провинциальный парк Самюэля де Шамплена (Samuel de Champlain Provincial Park) находится в 10 километрах от устья реки. На этой части Маттавы, за исключением нескольких частных домов на озёрах, граничащих с рекой, установлена 122-метровая покрытая лесом водоохранная береговая линия с обеих сторон. Она охватывает 5810 гектар.

## История
Задолго до появления европейцев местные жители (алгонкины) использовали реку как часть транспортного коридора между рекой Святого Лаврентия и Великими озёрами. Первым европейцем, который побывал на реке, стал Этьен Брюле в 1610 году. Через 5 лет по реке к Великим озёрам проплыл на каноэ Самюэль де Шамплен. По реке проплывали и другие известные путешественники — Саймон Фрейзер Саймон, Александр Маккензи, Дэвид Томпсон. В течение более чем 200 лет река была частью основного транспортного коридора на пути к Великим озёрам и дальше на Запад для торговцев пушниной. Полностью этот путь выглядел так: река Оттава — река Маттава — озеро Траут — волок Ла-Вэйз — озеро Ниписсинг — река Френч-Ривер — залив Джорджиан-Бей — озеро Гурон — озеро Верхнее). Наиболее трудным участком являлся волок Ла-Вейз длиной 11 километров через водораздел между бассейнами реки Оттава и Великих Озёр. Волок начинался от озера Траут и состоял из нескольких сухопутных участков, общей длиной 4 километра, по которым и груз и каноэ приходилось нести на себе, и водных участков, последним из которых была маленькая речушка Ла-Вэйз, впадающая в озеро Ниписсинг.
В 1881 году вдоль реки построили железную дорогу и река утратила своё прежнее значение. В настоящее время река используется только в рекреационных целях. Ежегодно более 2500 каноистов приезжают на реку, чтобы проплыть по маршруту вояжёров и полюбоваться красотой реки и её берегов. Любители рыбной ловли могут заняться ловлей озёрной форели и северной щуки.
Первые европейцы назвали реку Маленькой Ривьерой. Позже река стала называться Маттава. На алгонкинском языке это означает «встреча водных дорог». В 1988 году река Маттава включена в Список охраняемых рек Канады.